# Agama weidholzi
Agama weidholzi là một loài thằn lằn trong họ Agamidae. Loài này được Wettstein mô tả khoa học đầu tiên năm 1932.